# Anefo
Het Algemeen Nederlandsch Fotobureau (afgekort als Anefo) was tussen 1944 en 1989 een toonaangevend Nederlands fotopersbureau. Anefo kwam voort uit het Bureau Militair Gezag (BMG) ten tijde van de Tweede Wereldoorlog. Het als overheidsinstantie begonnen fotobureau werd kort na de bevrijding geprivatiseerd en bleef tot 1989 bestaan. De foto's zijn via de Rijksvoorlichtingsdienst in beheer overgedragen aan het Nationaal Archief. Meer dan 350.000 foto's van Anefo zijn digitaal beschikbaar gesteld.

## Militair Gezag

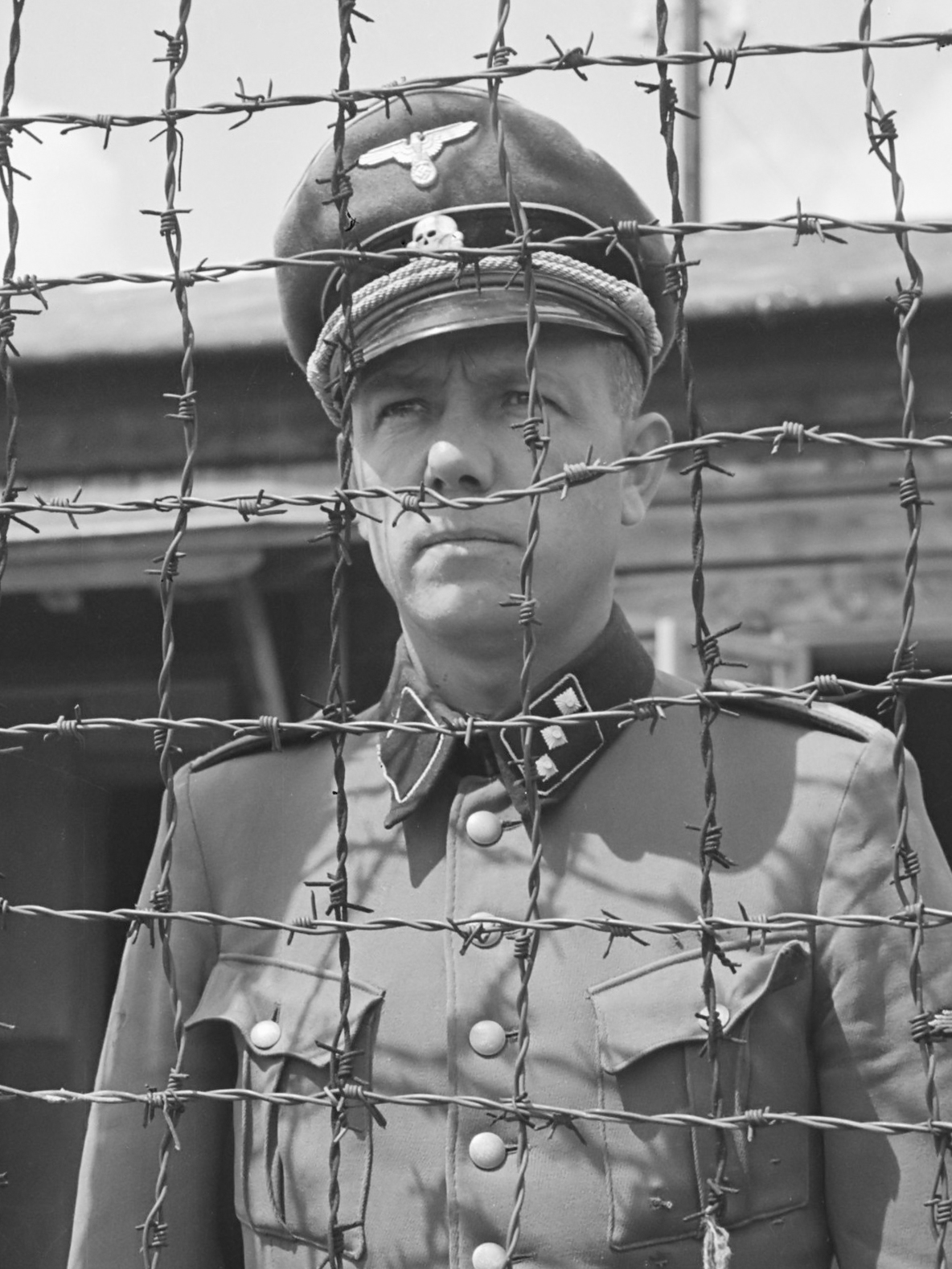
Karl Peter Berg (1945)
(foto Sem Presser – Anefo)

Op 28 januari 1943 nam minister van Oorlog in ballingschap O.C.A. van Lidth de Jeude het besluit dat er een bureau moest worden opgericht om voorbereidingen te treffen tot het uitoefenen van een Militair Gezag in Nederland na de bevrijding. Dit Bureau Militair Gezag (BMG) kwam onder leiding te staan van generaal H.J. Kruls. Waarschijnlijk werd de naam Anefo in gebruik genomen in september 1944.
Het BMG bestond uit twaalf secties, die alle een onderdeel van de Nederlandse maatschappij moesten besturen. Zo was bijvoorbeeld Sectie II belast met juridische zaken en Sectie V moest de financiën van een nieuw Nederland in orde brengen. De voor dit lemma relevante Sectie XI was belast met de voorlichting. Een van de afdelingen, Subsectie D: Foto, Film, werd het latere Anefo. Deze afdeling was niet vanaf het begin van de oprichting van het BMG onderdeel van het bureau. Pas vanaf november 1943 werd de fotografische subsectie opgenomen in de officiële taakomschrijvingen. Ze werd belast met twee taken. Allereerst moest ze de publiciteitsorganen van de overheid voorzien van foto’s. Daarnaast moest ze een documentatieafdeling vormen ten dienste van de Nederlandse pers. Sectie XI stond onder leiding van regeringsvoorlichter Adriaan Pelt, de subsectie stond onder leiding van fotograaf Lou Woudhuyzen.
Een andere organisatie in Londen, de Regerings Voorlichtings Dienst (RVD), was eveneens zeer actief; beide instanties waren nauw met elkaar verbonden. Zo was Pelt hoofd van Sectie XI (Voorlichting), maar tevens hoofd, en oprichter, van de RVD.

## Nederland bevrijd

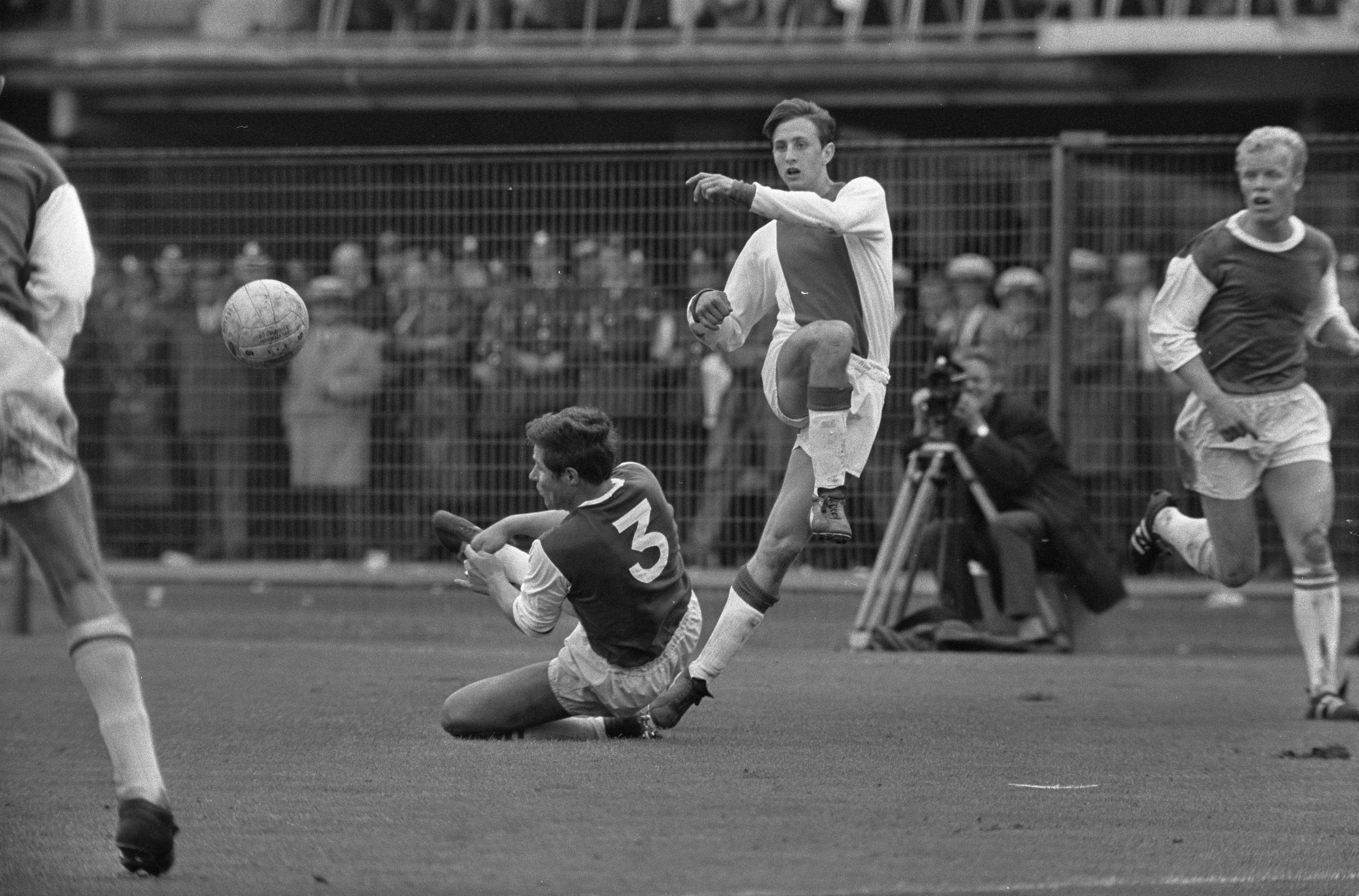
Johan Cruijff (1967)
(foto Ron Kroon – Anefo)

Na de bevrijding van België en het zuiden van Nederland in september 1944 werd het BMG overgeplaatst naar Brussel. Vanuit deze stad voerden de vele (sub)secties datgene uit, wat ze in de jaren daarvoor in Londen hadden voorbereid. Ook de subsectie Foto, Film verhuisde mee naar Brussel, waar ze vanaf 1 maart 1945 tot de bevrijding van Nederland gevestigd was aan de Onderwijsstraat.
Toen Nederland in mei 1945 bevrijd was, werd het belangrijk om naar Amsterdam te verhuizen. Op 9 mei 1945 kreeg Anefo de beschikking over een pand aan de Achtergracht 17-19 te Amsterdam. Het bureau te Brussel werd overigens nog niet opgeheven, maar kreeg een ondergeschikte rol. Amsterdam was de hoofdvestiging van Anefo, zoals blijkt uit de taakomschrijving die voor beide dependances was opgesteld. In Amsterdam werden de negatieven van de gemaakte foto’s ontvangen en genummerd en werd gekeken welke negatieven bestemd waren voor publicatie. Tevens werden de foto’s van Nederlandse en Engelstalige captions (beschrijvingen) voorzien. Vanuit Amsterdam werd vervolgens aan Brussel medegedeeld welke foto’s bestemd waren voor het afzetgebied van Brussel - dat mocht namelijk alleen maar leveren aan Frankrijk, België en de Nederlandse provincies Limburg, Noord-Brabant en Zeeland. Amsterdam leverde aan de overige provincies en zorgde voor kopieën voor andere organisaties, zoals Vrij Nederland en de RVD. Het bureau te Brussel werd op 1 december 1945 opgeheven.
In 1948 werd Anefo overgenomen door Kemperman N.V. uit Leiden, en drie jaar later kocht directeur Chris Evers Anefo over. Daarna volgde een bloeiperiode van enkele decennia. In 1989 hief Joost Evers Anefo op, waarbij het fotoarchief overging naar de Rijksvoorlichtingsdienst. In 1996 ging de collectie vervolgens over naar het Nationaal Archief.

## Fotografen

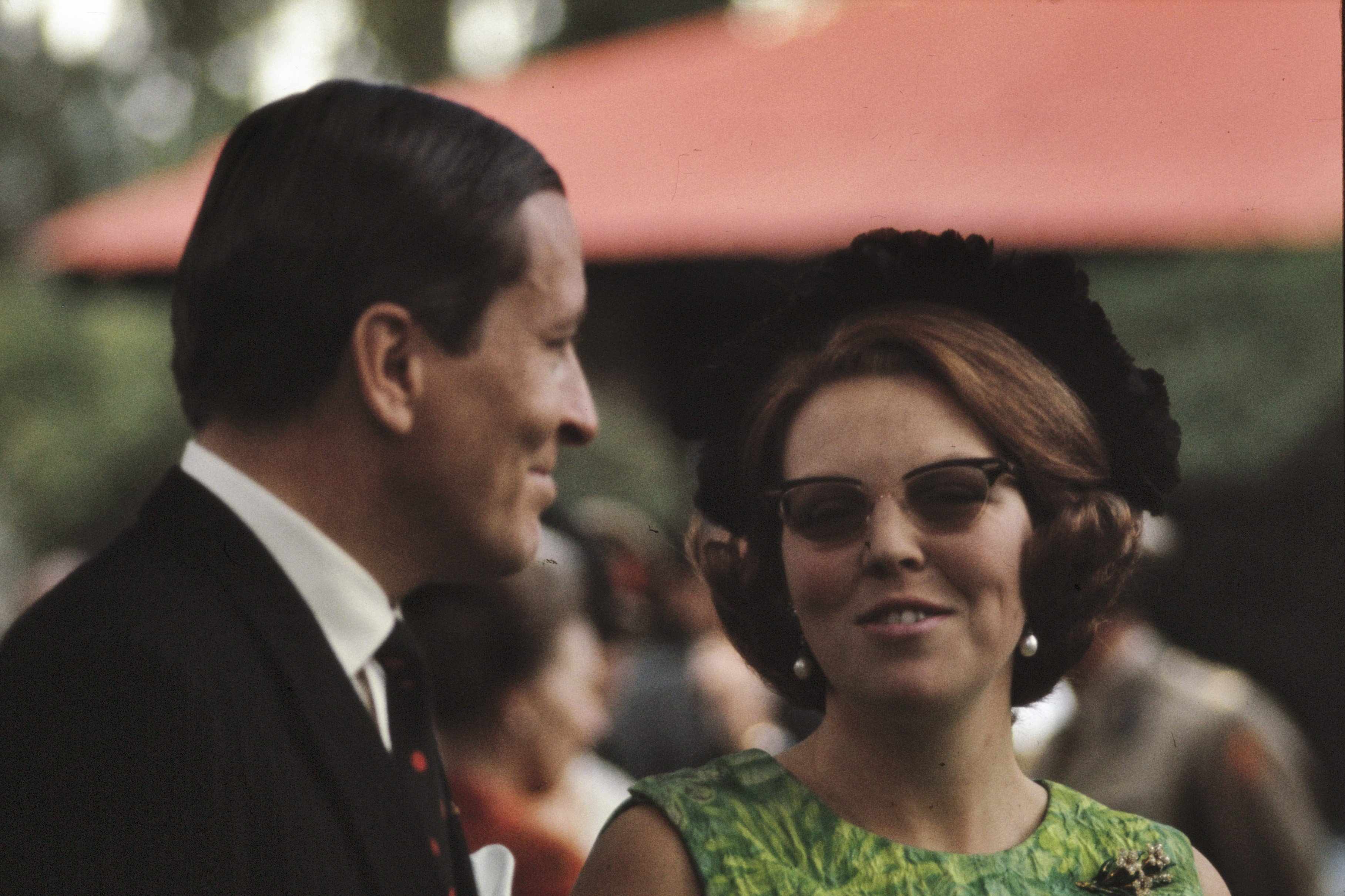
Claus en Beatrix in Ethiopië (1969)
(foto Eric Koch – Anefo)

Diverse fotografen hebben tijdens (een deel van) hun carrière voor Anefo gewerkt, onder meer Emmy Andriesse, Marcel Antonisse, Herbert Behrens, Joop van Bilsen, Rob Bogaerts, Charles Breijer, F.N. Broers, Wim Consenheim, Rob C. Croes, Hugo van Gelderen, Roland Gerrits, Theo van Haren Noman, Jan de Jong, Eric Koch, Ron Kroon, Henk Lindeboom, Ben Merk (Zilveren Camera 1950), Rob Mieremet (Zilveren Camera 1973), Jac. de Nijs, Daan Noske, Fernando Pereira, Hans Peters, Willem van de Poll, Harry Pot, Sem Presser, Koos Raucamp, Wim van Rossem, Koen Suyk, Bert Verhoeff (Zilveren Camera 1984) en Sjakkelien Vollebregt.

## Fotoarchief

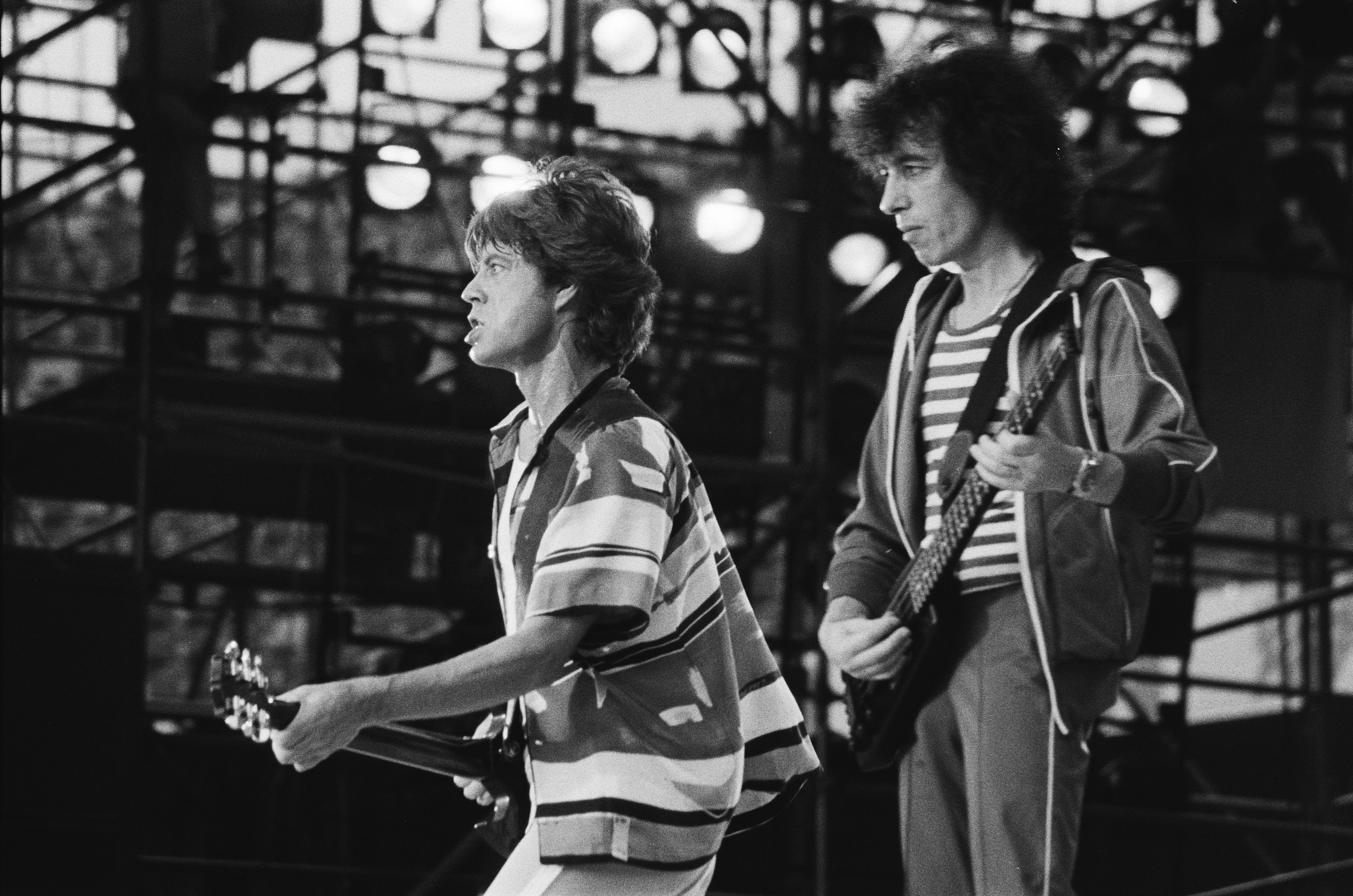
The Rolling Stones (1982)
(foto Marcel Antonisse – Anefo)

De fotocollectie van Anefo bleef na 1990 behouden. In 2008 maakte Spaarnestad Photo afspraken met het Nationaal Archief in Den Haag over overname en beheer van de collectie. In het voorjaar van 2011 werd de fysieke verhuizing van de fotocollectie van Spaarnestad (Haarlem) naar het Nationaal Archief in Den Haag afgerond. Tegelijkertijd brachten beide organisaties honderdduizenden gedigitaliseerde foto's onder in de database Ga Het Na. Van de Anefo-collectie werden 350.000 foto's in deze database geplaatst. Daarvan hebben er 310.000 een Creative Commons-licentie, zodat die onder bepaalde voorwaarden vrij gebruikt kunnen worden. In een gezamenlijke actie van Spaarnestad en het Nationaal Archief werden als eerste stap toen ook digitale versies van duizend foto's van Anefo in Wikimedia Commons vrijgegeven. In diverse projecten en door acties van vrijwilligers was het aantal Anefo-foto's in Wikimedia Commons anno 2015 opgelopen tot meer dan 13.000; in 2018 was het aantal foto's in Commons inmiddels meer dan 260.000.